# Херман, Марк
Марк Херман (англ. Mark Herman; род. в 1954, Бридлингтон, Восточный райдинг Йоркшира) — британский кинорежиссёр и сценарист. Дважды номинант премии Британской академии кино и телевизионных искусств.

## Биография
Марк Херман родился в 1954 году в Бридлингтоне (Восточный райдинг Йоркшира).
Окончил школу Вудли-скул (Woodleigh School) в Северном Йоркшире, обучался в Лидском политехникуме и Лондонской национальной киношколе.
В 1987 году его комедия «Увидимся на Уэмбли, Френки Уолш» получила престижную награду Student Academy Awards Академии кинематографических искусств.
Первым полнометражным фильмом режиссёра стала комедия «Во всём виноват посыльный» (1992) с Дадли Муром в главной роли. Наиболее известен по ленте «Мальчик в полосатой пижаме», победившей в категории «Лучший европейский фильм» на церемонии вручения кинопремии «Гойя» в 2009 году.

## Фильмография
- 1992 — Во всём виноват посыльный / Blame It On The Bellboy
- 1996 — Дело — труба / Brassed Off
- 1998 — Голосок / Little Voice
- 2000 — Абонемент / Purely Belter
- 2003 — Лепестки надежды / Hope Springs
- 2008 — Мальчик в полосатой пижаме / The Boy in the Striped Pyjamas